# Kanton Nontron
Der Kanton Nontron war von 1790 bis 2015 ein französischer Wahlkreis im Arrondissement Nontron, im Département Dordogne und in der früheren Region Aquitanien (seit 2016: Nouvelle-Aquitaine); sein Hauptort war Nontron.
Im Zuge der Gebietsreform 2015 wurden die ehemaligen Kantone Nontron,  Bussière-Badil und Teile des Kantons Saint-Pardoux-la-Rivière zum neuen Kanton Périgord Vert Nontronnais zusammengefasst.
Der Kanton war 266,31 km² groß und hatte 9084 Einwohner (Stand: 2008). 

## Gemeinden
| Gemeinde                              | Einwohner | Fläche (km²) | Bevölkerungsdichte Einwohner/km² | Code Insee | Postleitzahl |
| ------------------------------------- | --------- | ------------ | -------------------------------- | ---------- | ------------ |
| Abjat-sur-Bandiat                     | 649       | 27,62        | 23,5                             | 24001      | 24300        |
| Augignac                              | 821       | 22,64        | 36,3                             | 24016      | 24300        |
| Le Bourdeix                           | 254       | 11,69        | 21,7                             | 24056      | 24300        |
| Connezac                              | 82        | 5,78         | 14,2                             | 24131      | 24300        |
| Hautefaye                             | 113       | 12,47        | 9,1                              | 24209      | 24300        |
| Javerlhac-et-la-Chapelle-Saint-Robert | 899       | 29,25        | 30,7                             | 24214      | 24300        |
| Lussas-et-Nontronneau                 | 359       | 22,35        | 16,1                             | 24248      | 24360        |
| Nontron                               | 3458      | 24,67        | 140,2                            | 24311      | 24360        |
| Saint-Estèphe                         | 599       | 21,37        | 28,0                             | 24398      | 24300        |
| Saint-Front-sur-Nizonne               | 138       | 13,05        | 10,6                             | 24411      | 24300        |
| Saint-Martial-de-Valette              | 846       | 15,71        | 53,9                             | 24451      | 24300        |
| Saint-Martin-le-Pin                   | 300       | 15,54        | 19,3                             | 24458      | 24300        |
| Savignac-de-Nontron                   | 191       | 9,69         | 19,7                             | 24525      | 24300        |
| Sceau-Saint-Angel                     | 121       | 17,49        | 6,9                              | 24528      | 24300        |
| Teyjat                                | 269       | 16,99        | 15,8                             | 24548      | 24300        |

Die Bevölkerung im ehemaligen Kanton Nontron konzentriert sich eindeutig auf die Gemeinde Nontron, das auch die höchste Bevölkerungsdichte besitzt, und dessen Nachbargemeinde Saint-Martial-de-Valette. Die flächenmäßig größte Gemeinde ist jedoch Javerlhac-et-la-Chapelle-Saint-Robert.

## Bevölkerungsentwicklung
| 1962   | 1968   | 1975 | 1982 | 1990 | 1999 | 2006 | 2007 | 2008 |
| ------ | ------ | ---- | ---- | ---- | ---- | ---- | ---- | ---- |
| 10.660 | 10.240 | 9885 | 9574 | 9435 | 9101 | 9089 | 9099 | 9084 |